# Phytodivision

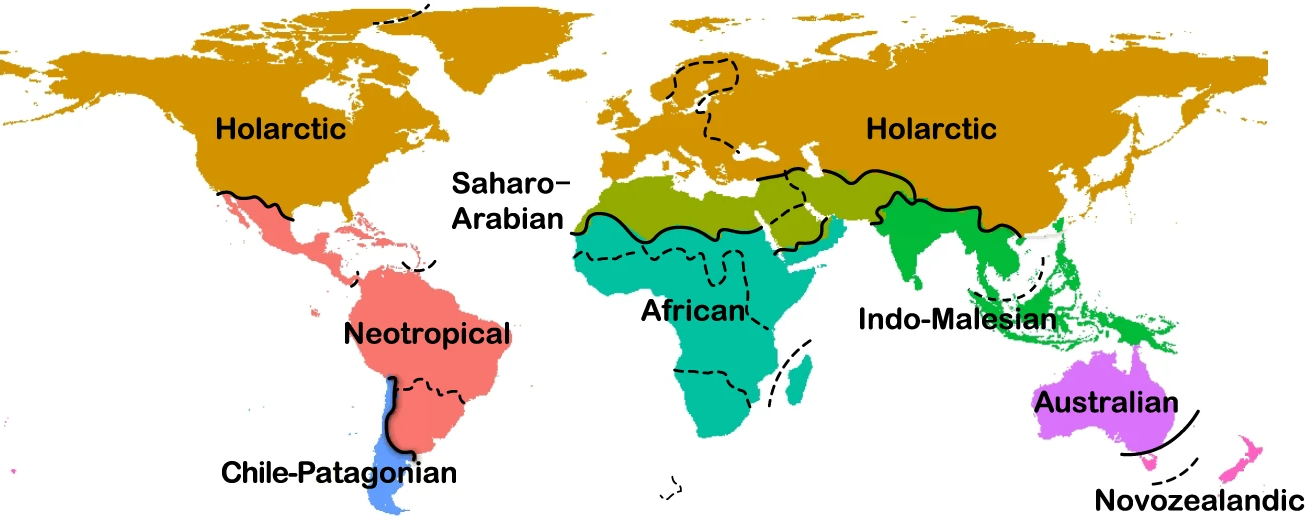
Région floristique de Lui et al 2023.

Une phytodivision est une aire phytogéographique avec une composition floristique uniforme.
Les phytodivisions adjacentes ne possèdent habituellement pas une frontière nette mais plutôt douce, avec une zone dans laquelle des clades de deux régions cohabitent.
Les aires de répartition des plantes sont classées hiérarchiquement en royaumes, régions et domaines (ou provinces) floristiques.

## Définition
Il existe de nombreux systèmes de classification des aires dans lesquelles les plantes poussent. La plupart d'entre eux sont organisés hiérarchiquement avec de larges étendues subdivisées en plus petites.
Les phytodivisions sont définies par des lieux possédant un nombre plus ou moins important de taxons endémiques : les phytoroyaumes floristiques se caractérisent par un haut degré d'endémisme au niveau des familles, les phytorégions par des endémismes au niveau des genres et les phytoprovinces au niveau des espèces.
Ces divisions possèdent des différences et des similarités avec les systèmes de classification de zoogéographie et biogéographie, dont le premier prend en compte uniquement les animaux et le second y associe les plantes.

## Histoire des phytodivisions

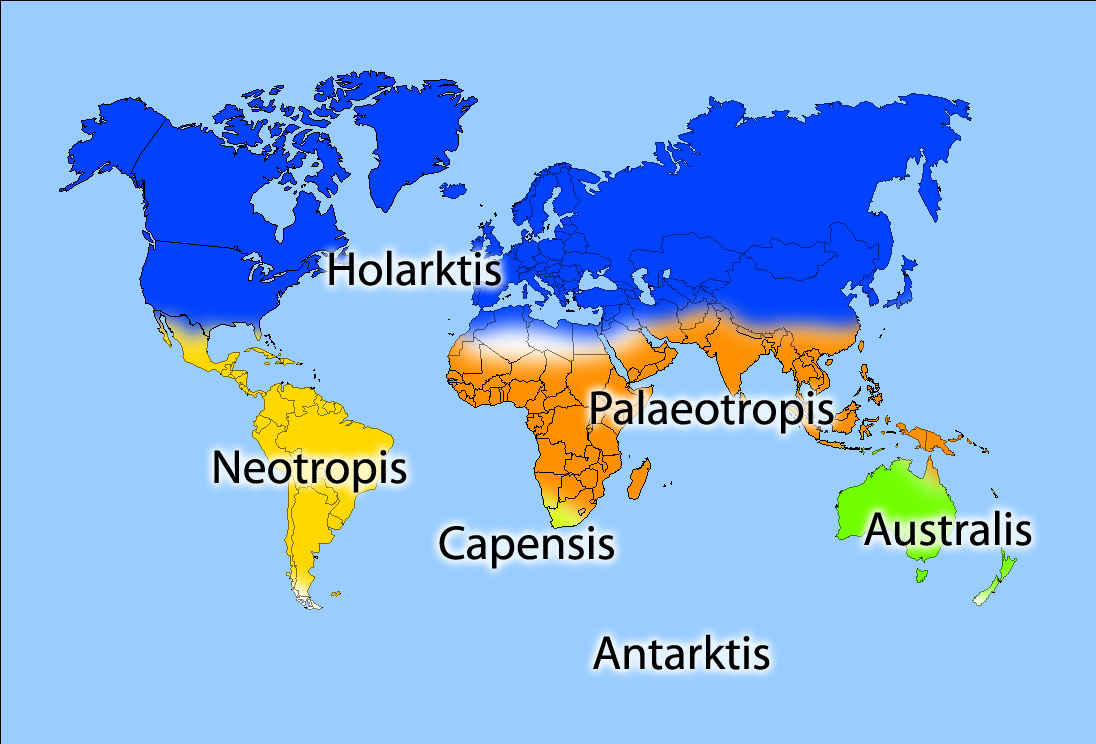
Exemple des six royaumes floristiques répartis sur une carte du monde.

La définition des phytodivisions a commencé à l'époque de Charles Darwin et ses observations bio-géographiques de son voyage du beagle. À la même période Alfred Russel Wallace publie une carte des mondes zoologiques, par la suite de nombreuses cartes des régions floristiques seront publiés par Augustin-Pyramus de Candolle (1820), Joakim Frederik Schouw (1823) et Adolf Engler (1892). Ronald Good identifie six royaumes floristiques, qui sont les plus grandes unités de distribution des plantes à fleurs (boréal, holoarctique, néotropical, sud-africain, australien et antarctique). Il divise le royaume paléotropical en trois sous-royaumes, et ceux-ci ainsi que les cinq autres royaumes en provinces. Il identifie 37 provinces, elles-mêmes subdivisées en régions floristiques. Les phytodivisions seront ensuite définies par Armen Takhtajan qui répartit le monde vivant terrestre en 6 royaumes et 35 régions floristiques subdivisées en 152 provinces, dans son ouvrage Floristicheskie oblasti Zemli (en français « Les régions floristiques du monde ») traduit du russe en anglais en 1986. La réalisation de ses cartes était principalement basée sur les endémismes de certaines espèces et une compréhension générale des paléoclimats et de l'histoire géologique.

## Recherche contemporaine
Les avancées en recherche génétique ont permis une meilleure compréhension de la phylogénétique des plantes et le développement d'une régionalisation quantitative. Des cartes régionales ont pu être produites en Chine, Japon, Afrique du Sud et aux tropiques.

## Mécanisme de formation des phytodivisions

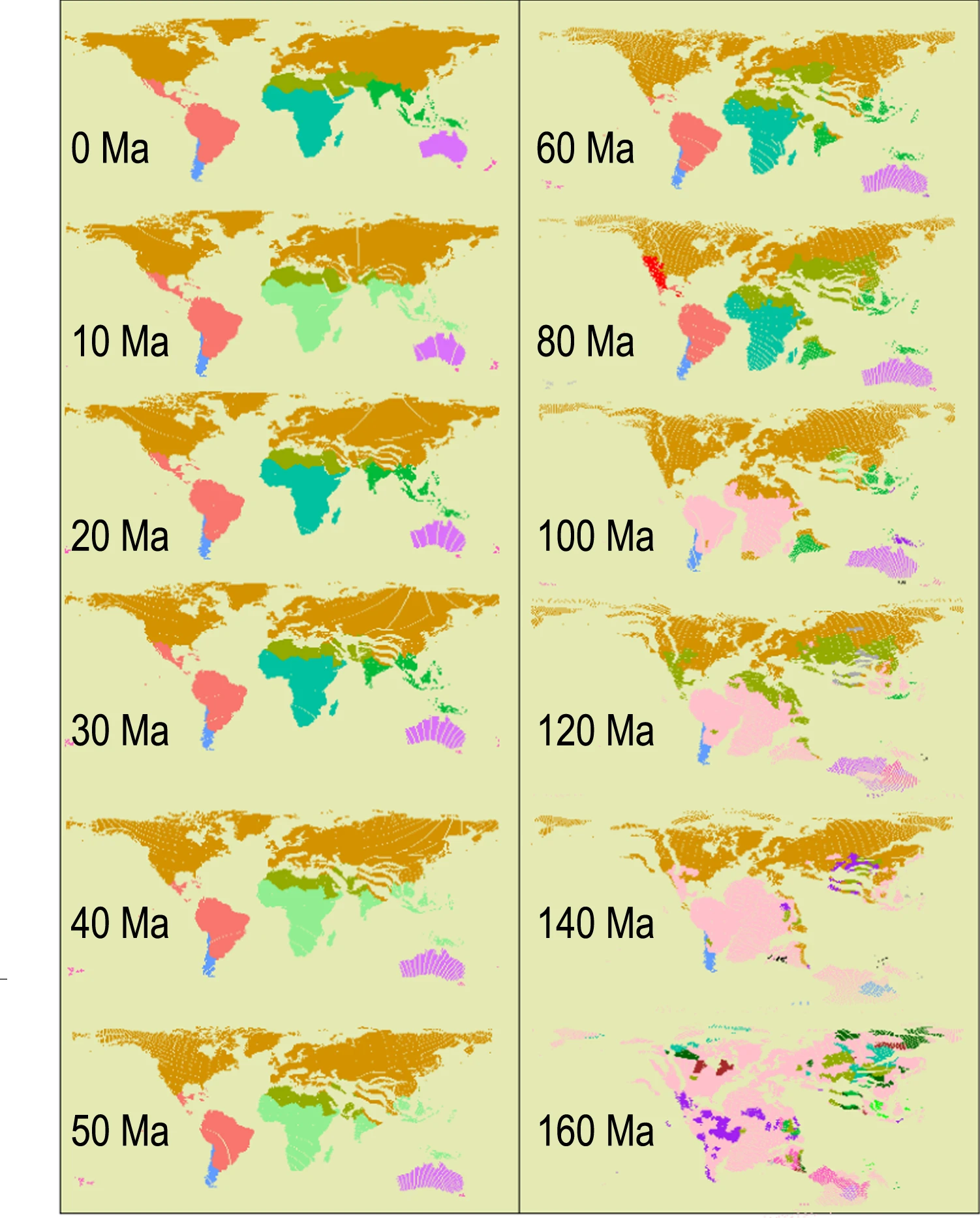
Évolution des régions floristique de Lui et al 2023.

Les principaux mécanismes connus pouvant influencer la formation de phytodivisions sont la tectonique des plaques et la présence de microclimat. La tectonique des plaques par la formation de montagne et l'océanisation au cours de la dérive des continents a entrainé un isolement de certaines espèces au cours du temps. Le climat, la température et le niveau de précipitations sont également un facteur important. Les différences de paléoclimat ont entrainé des changements de composition des espèces importantes dans le temps géologique.

### Royaume holoarctique

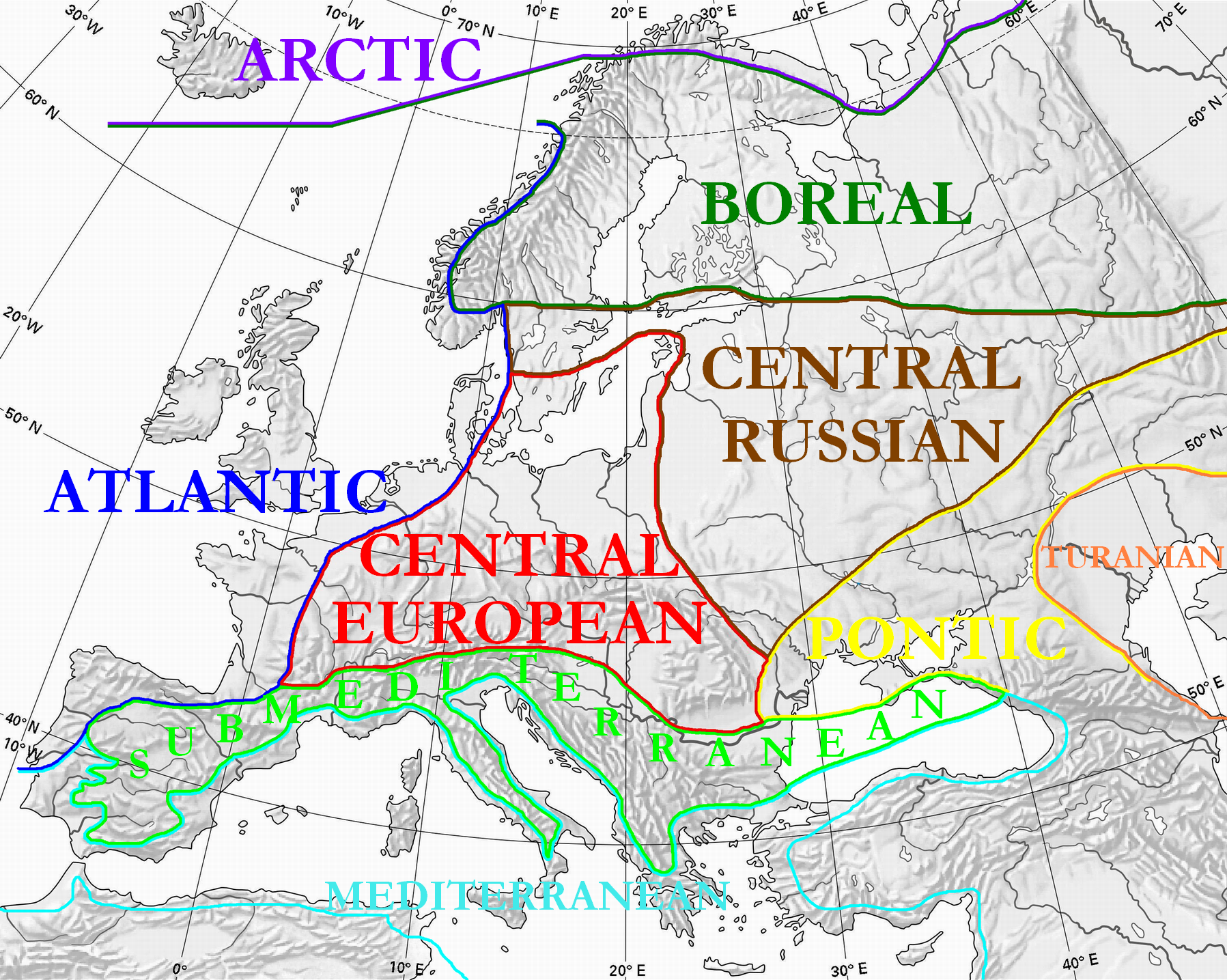
Les régions floristiques en Europe

## Royaume

### Royaume sud-africain

#### XXVIII. Royaume floral du Cap
Le royaume floral du Cap, reconnu par Good comme par Takhtajan, est situé au sud de l'Afrique du Sud. Il comporte deux formations végétales uniques : le fynbos et le renosterveld.

### Royaume antarctique

#### XXXII. Région Fernandez
La région Fernandez est constituée de deux archipels situés au large du Chili : l'Juan Fernández et celui des îles Desventuradas.

## Note de référence
1. ↑  Gareth Nelson, « From Candolle to Croizat: Comments on the History of Biogeography », Journal of the History of Biology, vol. 11, no 2,‎ 1978, p. 269–305 (ISSN 0022-5010, lire en ligne, consulté le 3 juin 2023)
2. ↑  The Floristic Regions of The World, Takhtajan, 1986, UC Press, Berkeley, USA, p. 280-282.
3. 1 2  (en) Yunpeng Liu, Xiaoting Xu, Dimitar Dimitrov et Loic Pellissier, « An updated floristic map of the world », Nature Communications, vol. 14, no 1,‎ 30 mai 2023, p. 2990 (ISSN 2041-1723, DOI 10.1038/s41467-023-38375-y, lire en ligne, consulté le 3 juin 2023)

## Source
- (en) Cet article est partiellement ou en totalité issu de l’article de Wikipédia en anglais intitulé « Phytochorion » (voir la liste des auteurs).